# Stejarul lui Ștefan cel Mare din Cobîlea

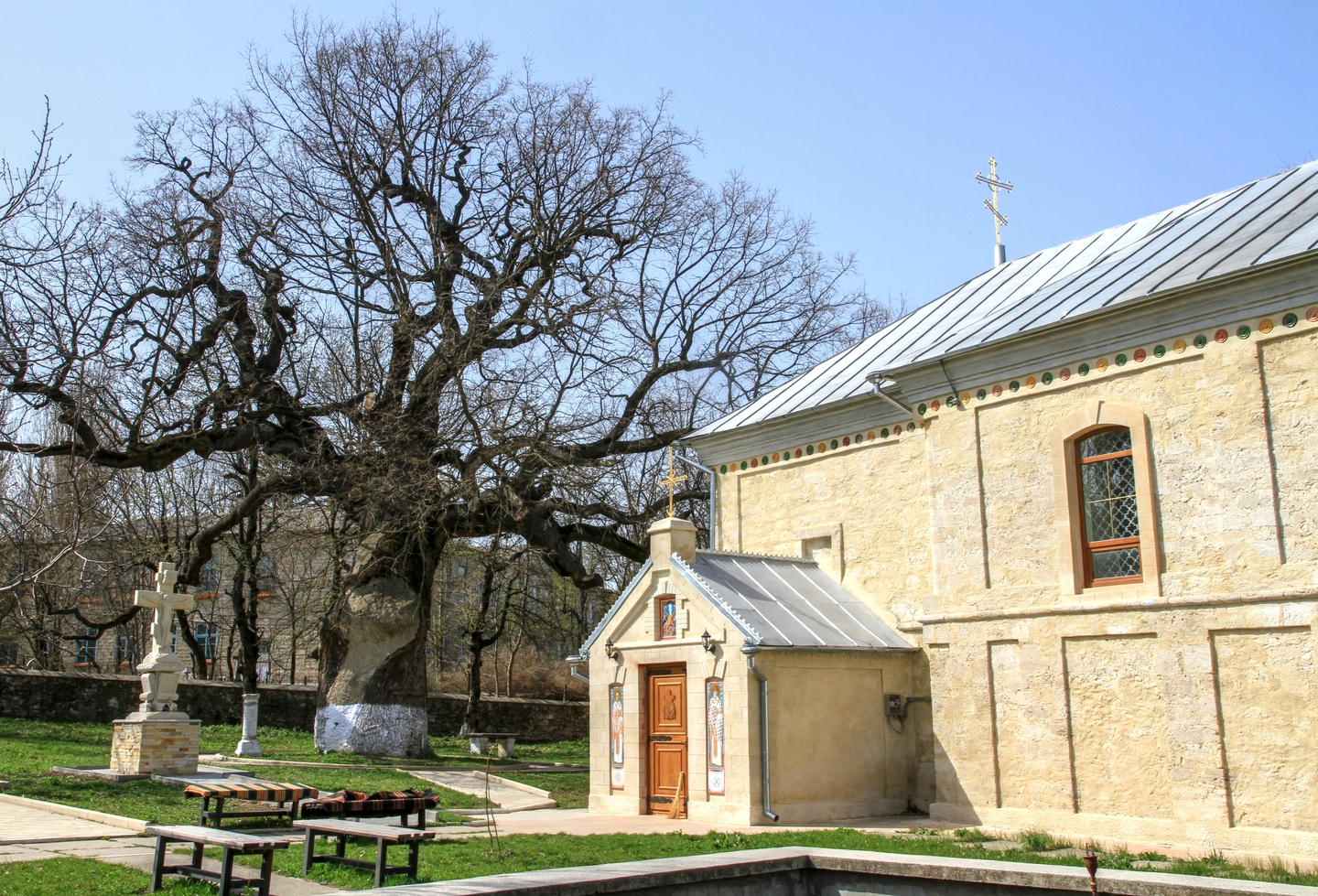
Stejarul și biserica de lângă el

Stejarul lui Ștefan cel Mare din Cobîlea, raionul Șoldănești este un arbore secular, monument al naturii de tip botanic, luat sub protecția statului la 8 ianuarie 1975. A fost menționat pentru prima dată în cronicile anului 1456, cu un an înainte de începutul domniei lui Ștefan cel Mare (1457), al cărui nume îl poartă. Copacul aparține speciei stejar pedunculat (Quercus robur) și este situat în zona Stepei Sorocii din nord-estul Republicii Moldova.
Arborele este cel mai longeviv din Republica Moldova, vârsta fiindu-i estimată la circa 700 de ani. Are o înălțime de 17 m, diametrul coroanei este de 31 m, suprafața proiecției coroanei 754,4 m², trunchiul are, la înălțimea pieptului (1,3 m), o circumferință de 766 cm și un diametru de 244 cm. Copacul are 9 ramuri primare. Tulpina are 4 bolfe, 3 cioturi și 2 scorburi (una de 380×220 cm, a doua de 480×80 cm). După starea de sănătate, stejarul este atribuit la categoria de arbori cu tulpina afectată.
Copacul prezintă interes ca sursă de material genetic și constituie o valoare de nivel european pentru educație, cercetări științifice, turism și recreație. Este clasat la categoria arborilor longevivi și ornamentali cu valoare de conservare foarte mare.
Lângă acest arbore multisecular se află o biserică construită din pene și albuș de ou, o răstignire și bustul lui Ștefan cel Mare. Comunitatea locală execută regulat lucrări de întreținere a tulpinii și de îngrijire a spațiului adiacent. Totuși, copacul este afectat de impactul negativ al vizitatorilor asupra solului din preajmă și de pavajul de sub coroană.

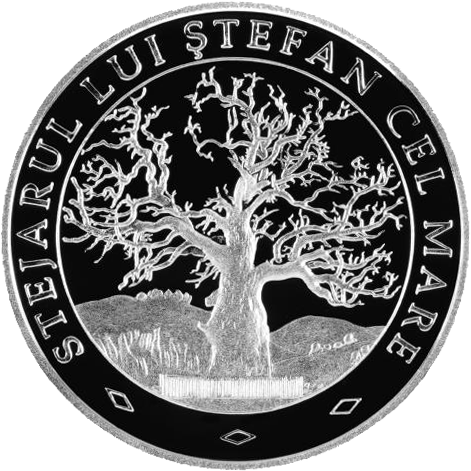
Reversul monedei comemorative din 2008

În 2008, Banca Națională a Moldovei a lansat moneda comemorativă „Stejarul lui Ștefan cel Mare” cu valoarea nominală de 50 de lei. Tirajul monedelor de argint a constituit 500 de exemplare. Imaginea stejarului apare în plan central pe revers; pe circumferința monedei, cu majuscule, este gravată inscripția „Stejarul lui Ștefan cel Mare”.
În 2023 a fost examinată starea fitosanitară a arborelui; s-a determinat că acesta suferă de putregai și riscă să se prăbușească sub propria greutate, mai ales în timpul intemperiilor. Au fost propuse o serie de măsuri pentru ameliorarea situației: prelucrarea fitosanitară a scorburilor și coronamentului împotriva bolilor și vătămătorilor, toaletarea, umplerea fisurilor cu rășini naturale, fortificarea rădăcinilor (prin aplicarea stimulatorilor de creștere), înlăturarea pavajului din jurul tulpinii (cât și, la general, limitarea acesului vizitatorilor sub coroana copacului), multiplicarea vegetativă prin altoire și proptirea cu pari a ramurilor cu risc iminent de prăbușire.

## Legături externe
- Materiale media legate de stejarul lui Ștefan cel Mare din Cobîlea la Wikimedia Commons
- Cobâlea – satul cu cel mai bătrân stejar din Basarabia, numit și Stejarul lui Ștefan cel Mare Arhivat în 2 aprilie 2015, la Wayback Machine. pe discovermoldova.md